# Kōstas Theodōropoulos
Kōnstantinos Theodōropoulos, detto Kōstas (in greco Κωνσταντίνος "Κώστας" Θεοδωρόπουλος?; Larissa, 27 marzo 1990), è un calciatore greco, portiere dell'Anagennīsī Karditsa.

## Carriera
Ha giocato nella prima divisione greca con le maglie di Asteras Tripolīs, Larissa e Lamia, per un totale di 54 presenze; con l'Asteras Tripolis ha inoltre giocato anche 6 partite in UEFA Europa League e 4 partite nei turni preliminari della medesima competizione.